# Lucky Strike (90210)
«Счастливый удар» (англ. Lucky Strike) — третий эпизод первого сезона американского телесериала «90210: Новое поколение», премьера которого состоялась 9 сентября 2008 года (Вторник). Режиссёр — Марк Пизнарски по сценарию Джилл Гордон, на основе персонажей, созданных Дарреном Старом. Автор идеи — Роб Томас, создатель успешного сериала «Вероника Марс».
Премьера эпизода в России состоялась 3 февраля 2010 года на канале Муз-ТВ.

## Сюжет
После несостоявшегося завтрака в полном составе семьи, Дэбби решает, что нужно больше времени проводить вместе и просит Гарри поддержать её в этом — она собирается устроить семейный вечер в боулинге. Итан пытается наладить отношения с Наоми. Сильвер скрывает от сестры тот факт, что она ночует в женском приюте. Навид приглашает Диксона, Итана и ребят на предпремьерный показ нового фильм о Джеймсе Бонде, а Тай зовёт Энни на новое свидание. После неожиданного решения родителей, Энни и Диксон решают провести часть вечера в боулинге, а потом сбежать к друзьям. Наоми готовится к поездке в Лас-Вегас вместе со своим отцом на концерт группы «Coldplay».
В приюте Сильвер говорят, что свободных мест нет, и девушка ищет, где переночевать, но Келли собирается на ужин с Райаном. Энни отменяет свидание с Таем, но приглашает его в боулинг под видом «случайной встречи». То же самое делает и Диксон — он просит Навида заехать за ним вечером. Позже он встречает Сильвер и приглашает и её. Отце Наоми отменяет поездку и дарит ей новую машину. Келли не готова к знакомству Сэмми и Райана. Уилсоны и их друзья отлично проводят время в боулинге, и вскоре в клубе появляется Итан. Наоми решает отвести отцу в офис ужин, и застаёт его с другой женщиной.
Итан и Энни выходят подышать свежим воздухом, и в этот момент приезжает Тай, который присоединяется к компании. Через некоторое время ребята собираются уезжать, но появляется Адрианна и говорит Итану, что Наоми в расстроенных чувствах. Энни хочет помочь Наоми, но Тай тем временем уезжает на концерт без неё. Райан и Келли целуются в машине.
Тем же вечером, вынося мусор, Диксон видит спящую в его машине Сильвер. Юноша узнаёт, что у девушки проблемы в семье — их с Келли мать, Джеки, вновь начала пить и иногда женщина распускает руки. Диксон также рассказывает личные вещи о себе Сильвер и предлагает обратиться за помощью к его родителям. На следующее утро Гарри обо всём рассказывает Келли, а Наомми говорит матери об измени его отца — однако новость не удивляет Трейси, она в курсе романа мужа, продолжающегося уже два года. Келли привозит Сильвер домой и застаёт там пьяную Джеки — после очередной ссоры Келли забирает сестру жить к себе. Диксон и Энни готовят родителям завтрак в знак благодарности и любви.

## В ролях
| Основной состав: - Шеней Граймс — Энни Уилсон - Тристан Уайлдз — Диксон Уилсон - Анна-Линн Маккорд — Наоми Кларк - Дастин Миллиган — Итан Уорд - Майкл Стэгер — Навид Ширази - Джессика Строуп — Эйрин Сильвер - Райан Эгголд — Райан Меттьюз - Роб Эстес — Гарри Уилсон - Лори Локлин — Дебби Уилсон - Джессика Уолтер — Табита Уилсон | Приглашённые звёзды: - Дженни Гарт — Келли Тейлор - Адам Грегори — Тай Коллинз - Энн Джиллеспи — Джеки Тейлор - Джеймс Патрик Стюарт — Чарльз Кларк - Кристина Мур — Трейси Кларк - Райли Томас Стюарт — Сэмми - Шерлин Уилсон — Морган - Шанталь Берри — Нина - Кристен Рузефорд — Маргарет - Карло Мендес — Мужчина |

## Факты
- В этом эпизоде открывается, что отец Сэмми — кто-то, с кем Келли встречалась в школе.

- Наоми упоминает японский ресторан «NOBU», названный в честь его владельца и шеф-повара «Nobuyuki Matsuhisa»[1].

- Съёмки некоторых сцен проходили у здания «Del Amo Fashion Center», расположенного по адресу «Hawthorne Boulevard & Carson Street», Торранс в штате Калифорния, США[2].

- «Счастливый удар» (англ. The Lucky Strike Bowling Alley) — название боулинг-клуба, куда пошли герои. название клуба и эпизода также можно перевести как «Меткий бросок».

- В этом эпизоде Навид приглашает ребят на частный просмотр «последнего, не вышедшего фильма о Бонде». Подразумевается, что он имел в виду «Квант милосердия» (англ. Quantum Of Solace), премьера которого в Америке состоялась 29 октября 2008 года[2].

- Диксон жил в нескольких приёмных семьях до того, как оказался в семье Уилсонов: он даёт понять Сильвер, что сам раньше сталкивался с алкоголизмом в этих приёмных семьях.

- Во время разговора с Сильвер Диксон упоминает «Шоу Косби» (англ. The Cosby Show)[2].

- Энн Джиллеспи вновь исполняет роль матери Келли Тейлор, Джеки, как и в оригинальном сериале «Беверли-Хиллз, 90210». Интересно, что сюжетная линия с алкоголизмом и наркозависимостью Джеки впервые появляется в 7 эпизоде первого сезона под названием «Идеальная мама» (англ. Perfect Mom)[1].

- Итан шутит, что проходил пробы в реалити-шоу «Холмы» (англ. The Hills)[2].

## Музыка эпизода
Список композиций, звучавших в эпизоде, опубликован на официальном сайте сериала:
- «If You Can Afford Me» в исполнении Кэти Перри (сцена: начало эпизода, Наоми и Итан разговаривают в школе).
- «Hey Hey Girl» в исполнении the Virgins (сцена: Келли и Райан разговаривают о детях).
- «All Over Me, All Over You» в исполнении BossHouse и Royston Langdon (сцена: Уилсоны приезжают в боулинг-клуб).
- «One Week of Danger» в исполнении the Virgins (сцена: в боулинге; прибытие ребят).
- «All Coming Back to Me» в исполнении Intercooler (сцена: в боулинге; ребята начинают игру).
- «Love Song» в исполнении Джессика Лаундс (из репертуара Sarah Bareilles) (сцена: Адрианна поёт песню в машине Наоми по дороге в офис Чарльза).
- «I Thought About You» в исполнении the Beautiful Girls (сцена: Энни и Итан обсуждают свои семьи; Тай приезжает).
- «A Punk» в исполнении Vampire Weekend (сцена: разговор Тая и Энни; младшие Уилсоны просят разрешения уехать вместе с друзьями).
- «Just A Little More, Please» в исполнении BossHouse и Royston Langdon (сцена: Энни и Итан собираются помочь Наоми).
- «How Many Birds» в исполнении Benji Hughes (сцена: Итан ссорится с Наоми).
- «The Kiss» в исполнении Karmina (сцена: Райан подвозит Келли домой).
- «Better in Time» в исполнении Леоны Льюис (сцена: конец эпизода, Энни и Дксон готовят родителям завтрак).

## Критика
В премьерный показ эпизод посмотрели 3,23 млн зрителей.
Мишелль Зароски с сайта «IGN» отметила, что эпизод вышел неплохим, но в нём не происходило практически ничего «агрессивного» и «шоу на этой неделе больше напоминало эпизод семейного сериала „Седьмые небеса“» — в основном из-за слабого в драматическом плане сюжета о семейным походом в боулинг-клуб. Кроме того, Мишелль понравились вступительные титры шоу и использование кавера классической музыкальной темы — «ничего лишнего и вполне узнаваемо, хотя очень коротко». Сюжетная линия Сильвер помогает крайне «органично интегрировать Келли в сюжет нового шоу»; между тем, зарождающийся роман Келли и мистера Мэттьюза не впечатляет, а интрига относительно личности отца Сэмми позволяет надеяться на гостевое появление ещё одного актёра из оригинального шоу. Обозреватель также отметила, что, по её мнению, Анна-Линн МакКорд «немного переигрывает» в своих сценах. Оценка эпизода составила 6,4 балла из 10.
Обозреватель сайта «PopCritics» отмечает, что «трудно понять, кто же целевая аудитория шоу» — на её взгляд, сериал кажется слишком семейным и при этом пытающимся затрагивать проблемные темы современных подростков и приковывая внимание более старших поколений и родителей при помощи появления знакомых героев классического шоу. В обзоре также было отмечено, что «Сильвер столкнулась абсолютно с теми же проблемами, что и Келли в оригинальном шоу».
Менди Барнетт с сайта «ShowBizMonkeys» присвоила эпизоду 4 из 5 звёзд, отметив, что выбор Энни в пользу Тая кажется странным, так как уже в этом эпизоде юноша выглядит несколько «испорченным» и «выставляющим на показ своё благополучие». Начинающийся роман Келли и Райан показался автору забавным, а в персонажах с каждым новым эпизодом становится всё больше «глубины». Также автор отметила «отличный саундтрек» сериала. 
В большинстве обзоров, авторы отмечают, что хотели бы больше экранного времени для Джессики Уолтер в роли бабушки Табиты Уилсон.